# Lieberose
Lieberose (dolnołuż. Luboraz, pol. hist. Luboradz) – miasto w Niemczech, w kraju związkowym Brandenburgia, w powiecie Dahme-Spreewald, wchodzi w skład urzędu Lieberose/Oberspreewald. Historycznie położone na Łużycach Dolnych.

## Geografia
Lieberose leży ok. 30 km na północ od Chociebuża, na trasie drogi krajowej B168.

## Klimat (1979-2013)
| Miesiąc                                 | Sty   | Lut   | Mar   | Kwi  | Maj  | Cze  | Lip  | Sie  | Wrz  | Paź  | Lis   | Gru   | Roczna |
| --------------------------------------- | ----- | ----- | ----- | ---- | ---- | ---- | ---- | ---- | ---- | ---- | ----- | ----- | ------ |
| Rekordy maksymalnej temperatury [°C]    | 15.5  | 19.1  | 23.5  | 30.7 | 32.7 | 36.6 | 37.7 | 38.4 | 31.3 | 27.5 | 19.1  | 15.0  | 38,4   |
| Średnie temperatury w dzień [°C]        | 2.7   | 4.0   | 8.8   | 14.6 | 20.0 | 22.6 | 24.7 | 24.5 | 19.6 | 14.1 | 7.4   | 3.8   | 13,9   |
| Średnie dobowe temperatury [°C]         | 0.0   | 0.7   | 4.4   | 9.1  | 14.2 | 17.0 | 19.0 | 18.5 | 14.2 | 9.5  | 4.4   | 1.3   | 9,4    |
| Średnie temperatury w nocy [°C]         | -2.9  | -2.6  | 0.4   | 3.6  | 8.2  | 11.4 | 13.4 | 13.0 | 9.6  | 5.4  | 1.5   | -1.2  | 5,0    |
| Rekordy minimalnej temperatury [°C]     | -24.4 | -21.7 | -15.6 | -6.6 | -2.1 | 1.4  | 5.6  | 4.7  | 1.6  | -7.3 | -11.6 | -20.1 | −24,4  |
| Opady [mm]                              | 39    | 33    | 39    | 35   | 53   | 53   | 72   | 58   | 45   | 33   | 44    | 46    | 549    |
| Średnia liczba dni z opadami            | 10    | 9     | 9     | 7    | 9    | 9    | 10   | 9    | 8    | 8    | 9     | 10    | 107    |
| Źródło: Na podstawie 35-lecia 1979-2013 |       |       |       |      |      |      |      |      |      |      |       |       |        |

## Linki zewnętrzne

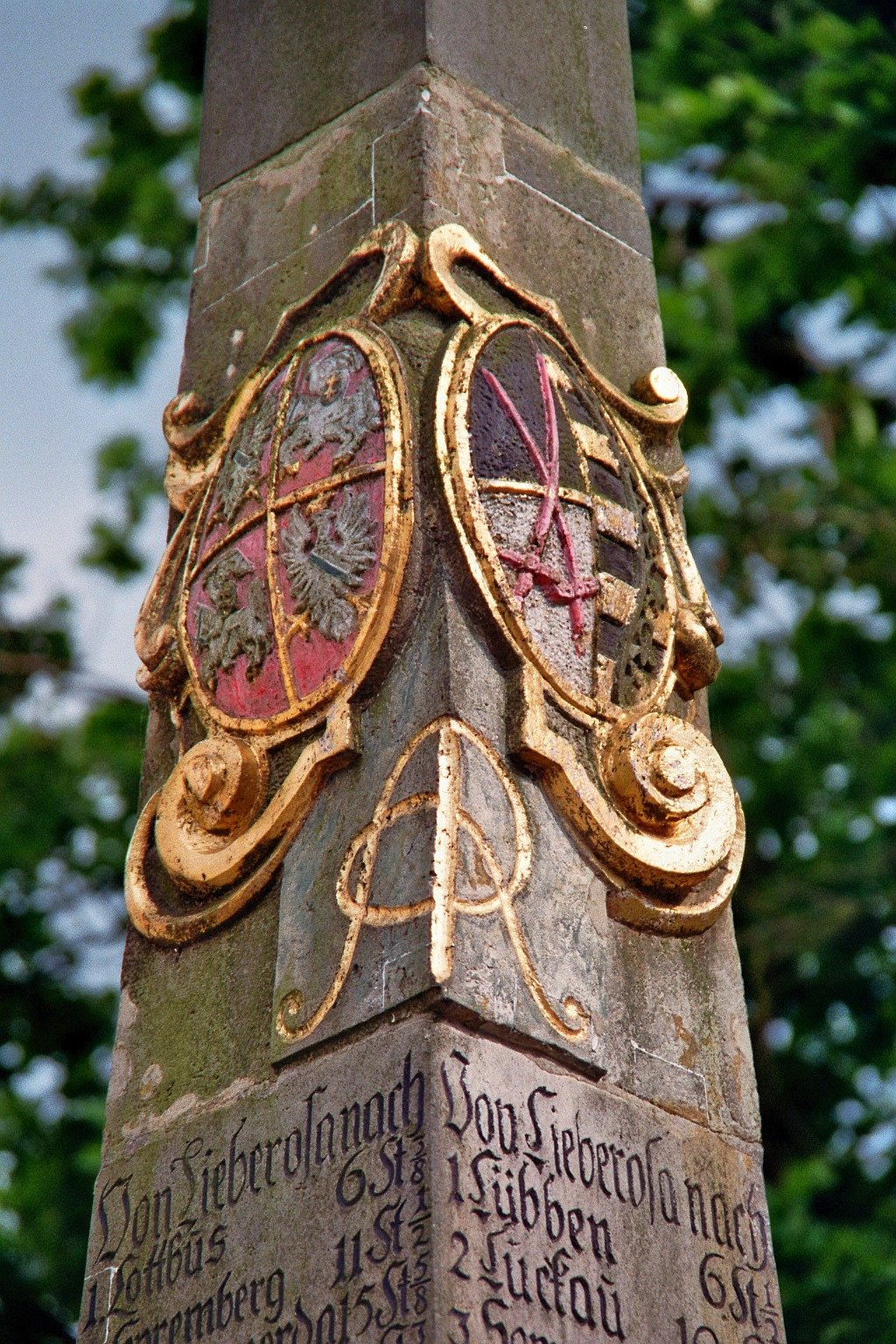
Herby Polski i Saksonii na słupie poczty polsko-saskiej z 1735 roku